# Xian de Bayan
Pour les articles homonymes, voir Bayan (homonymie).
Le xian de Bayan (巴彦县 ; pinyin : Bāyàn Xiàn) est un district administratif de la province du Heilongjiang en Chine. Il est placé sous la juridiction de la ville sous-provinciale de Harbin.

## Démographie
La population du district était de 677 955 habitants en 1999.